# Luzzasco Luzzaschi

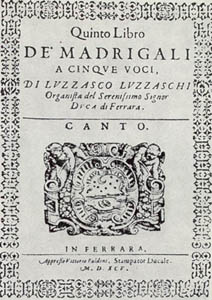
Quinto libero dei madrigali

Luzzasco Luzzaschi (Ferrara, ca. 1545 - Ferrara, 11 september 1607) was een Italiaans componist.
Hij was een leerling van Cypriano de Rore in Ferrara en was er werkzaam als hofkapelmeester en organist aan de kathedraal.  Zijn belangrijkste leerling was Girolamo Frescobaldi.

## Werken
- Madrigali per cantare e sonare a uno e due e tre soprani (1601)

- Biblioteca Nacional de España: XX1758558
- Bibliothèque nationale de France: cb138968830 (data)
- Gemeinsame Normdatei: 121452441
- International Standard Name Identifier: 0000 0000 6300 1108
- Library of Congress Control Number: n81140129
- Nationale Bibliotheek van Letland: 000289699
- MusicBrainz: 223005c4-4ee5-40c8-a9f1-8497378fad37
- Nationale Bibliotheek van Tsjechië: xx0039194
- Nationale Bibliotheek van Israël: 987007283530205171
- Nederlandse Thesaurus van Auteursnamen: 096958413
- Istituto Centrale per il Catalogo Unico: SBLV270258
- SNAC: w68d280h
- Système universitaire de documentation: 077907256
- Trove: 812548
- Virtual International Authority File: 24787818
- WorldCat: E39PBJwRPQFyhK3rbMCBgRy8G3